# 이종빈 (조각가)
이종빈(李鐘彬, 1954년 5월 5일~2018년 7월 10일)는 대한민국의 조각가 겸 대학 교수이다.

## 학력
- 1979년 홍익대학교 미술대학 조소과 졸업
- 1981년 홍익대학교 미술대학원 조각과 졸업
- 1983년 이탈리아 로마 국립미술아카데미 조각과 수학
- 1988년 이탈리아 까라라 국립미술아카데미 조각과 졸업

## 경력
- 1990년 ~ 2001년 홍익대학교 조소과 및 대학원 조각과 출장
- 1999년 대구시미술대전 심사위원
- 2000년 광주시미술대전 심사위원
- 2001년 ~ 2003년 홍익대학교 미술대학 조소과 겸임교수
- 2003년 경희대학교 미술대학 미술학부 조소전공 교수

## 작품

### 개인전
- 1985년 사인화랑, 부산
- 1985년 박예숙화랑 / 공간미술간
- 1989년 박예숙화랑
- 1993년 갤러리 서화
- 1994년 갤러리 서화
- 1997년 금산갤러리
- 2000년 오사카부립현대미술관
- 2002년 금산갤러리

### 단체전
- 1979년 ~ 1982년 홍익조각회전, 미술회관
- 1980년 ~ 1982년 후기조각회전, 미술회관
- 1981년 17인의 조각전, 미술회관
- 1984년 10인의 한국조각가전, 이탈리아 로마
- 1984년 13인의 한국조각가전, Pietrasnta, 이탈리아
- 1984년 EXPO Art, 이탈리아 바리
- 1984년 한·이탈리아 조각교류전, Lido di Camaiore, 이탈리아
- 1985년 개관6주년 기념전, 박여숙화랑
- 1985년 재이 조각가 15인전, 선화랑
- 1985년 조각가 스케치-카라라아카데미전, Carrara, 이탈리아
- 1985년 카라라아카데미전, Fossano, 이탈리아
- 1986년 개관기념전, 아르코스모
- 1986년 삶의 풍경전, 서울미술관
- 1986년 정예작가 초대전
- 1987년 6인의 한국조각가전, 이탈리아문화원
- 1987년 부산의 작가 10인전, 누보갤러리, 부산
- 1987년 재이 한국조각가전, Pietrasanta, 이탈리아
- 1988년 미르테토 야외 조각전, Ortonovo, 이탈리아
- 1988년 조각가들의 스케치전, Pietrasanta, 이탈리아
- 1989년 90년대 조각의 전망, 누보갤러리, 부산
- 1990년 개관7주년 기념전, 박여숙화랑
- 1990년 이전개관기념 초대전, 사인화랑, 부산
- 1990년 조각 90년대전, 청화랑
- 1990년 현대미술초대전, 국립현대미술관
- 1991년 ~ 1992년 움직이는 미술관, 국립현대미술관
- 1991년 ~ 1993년 조각그룹 광장전, 예술의전당
- 1991년 서울의 봄-8인의 작가전, 사인화랑, 부산
- 1991년 작은그림, 큰마음-33인의 소품전, 송원화랑
- 1991년 한국형상조각의 모색과 전망전, 모란미술관
- 1992년 90년대 우리미술의 단면전, 상문당 갤러리
- 1992년 생명현상전, 미도파갤러리
- 1992년 조각과 색, 새갤러리
- 1992년 청담미술제, 박여숙화랑
- 1992년 한국현대미술 - 1992년의 표정, 새갤러리
- 1993년 개관 10주년 기념전,, 박여숙화랑
- 1993년 한국현대미술의 단면전, 표화랑
- 1994년 교내기획전, 뒤셀도르프 쿤스트아카데미
- 1994년 한국의 인간상-전뢰진, 이영학, 이종빈 3인의 작업, 나인갤러리
- 1995년 ~ 1996년 서울 판화 축제, 예술의전당
- 1995년 그림축제, 박여숙화랑
- 1996년 나고야·서울 입체조형의 교류, 나고야 시민갤러리
- 1996년 화랑미술제, 예술의전당
- 1997년 서울·나고야 입체조형의 교류, 원서갤러리
- 1997년 일러스트 조각전, 서남미술관
- 1997년 한국모더니즘의 전개, 금호미술관
- 2003년 Contemporary Sculpture from Korea and China, C.A.S.O, 일본
- 2003년 Exchange Exhibition of Wood Sculpture-Japan,Korea & Taiwan R.O.C, MiaoLi Wood Sculpture Museum
- 2003년 'NICAF' 2003-TOKYO, 도쿄국제포럼전시장
- 2003년 '가족'전, 갤러리 칸지, 부산
- 2003년 대구아트엑스포 2003, 대구시 전시컨벤션센터
- 2003년 도시갤러리 개관초대전-'상상력 그 무한의 공간', 도시갤러리, 부산
- 2003년 샹상하이국제아트페어, 상하이 세계무역홀
- 2003년 '예술가의 愛술 이야기'전, 사비나미술관
- 2003년 제1회 북경비엔날레, 중국미술관, 북경
- 2003년 조각그룹 광장 소품전, Karti Gallery, 서울
- 2003년 조각그룹 광장 정기전, 세종문화회관 전시실
- 2003년 '집합과 비전'-경희대학교 미술대학 승격기념전, 종로갤러리
- 2003년 판화미술제, 예술의전당
- 2003년 한국국제아트페어 특별전-'동방의 빛', COEX 인도양관
- 2004년 Peace /Nature /Art Forum-사라예보 Winter Festival, National Callery
- 2004년 제1회 중국국제미술박람회, 북경과학기술센터
- 2004년 조각그룹 광장 2004 정기전, 세종문화회관 전시실

## 수상
- 1998년 새정치국민회의총재 표창
- 1998년 문화관광부장관 표창
- 2000년 한국문화예술단체총연합회 예술문화상 공로상

## 가족 관계
- 배우자: 나화주
  - 아들: 이동하 (1983년 1월 22일 ~ )
    - 며느리: 박소진 (1986년 5월 21일 ~ )

  - 딸: 이예진